# Dominik Kisiel
Dominik Kisiel (Bełchatów, 15 aprile 1990) è un calciatore polacco, portiere svincolato.

## Carriera
Debutta con il GKS Bełchatów il 23 febbraio 2008 nella sconfitta fuori casa per 1-0 contro lo Zagłębie Lubin.